# Ватару Ендо
Ватару Ендо (јап. 遠藤 航; 9. фебруар 1993) јапански је фудбалер који игра на позицији дефанзивног везног играча и тренутно наступа за Ливерпул и за репрезентацију Јапана.

## Каријера
Током каријере је играо за Шонан Белмаре, Урава Ред Дајмондс, Синт Тројден, Штутгарт и Ливерпул.

## Репрезентација
За репрезентацију Јапана дебитовао је 2015. године. Наступао је на Светском првенству (2018. године) с јапанском селекцијом. За тај тим је одиграо 49 утакмица.

## Статистика каријере

### Репрезентативна
| Репрезентација | Година | Наступи | Голови |
| -------------- | ------ | ------- | ------ |
| Јапан          | 2015   | 5       | 0      |
| Јапан          | 2016   | 2       | 0      |
| Јапан          | 2017   | 4       | 0      |
| Јапан          | 2018   | 4       | 0      |
| Јапан          | 2019   | 7       | 1      |
| Јапан          | 2020   | 3       | 0      |
| Јапан          | 2021   | 9       | 1      |
| Јапан          | 2022   | 13      | 0      |
| Јапан          | 2023   | 1       | 0      |
| Укупно         | Укупно | 48      | 2      |